# Morzinský palác
Morzinský palác, zvaný též Dům U mouřenínů, je jedna z nejvýznamnějších staveb pražského vrcholného baroka, čp. 256/III stojící v ulici Nerudova 5, na Malé Straně v Praze 1. Od roku 1925 v něm sídlí velvyslanectví Rumunska. Od roku 1964 je palác kulturní památkou. Je součástí Královské cesty.

## Historie paláce
Na pozemku bylo původně několik měšťanských domů středověkého původu, renesančně přestavěných. Nesly na fasádě erb svých majitelů, hrabat Morzinů, v podobě korunovaného mouřenína se zlatým náhrdelníkem na stříbrném poli.  V roce 1668 přešly do majetku rodu Morzinů. Původní starší budovy byly pak v následujících letech 1713–1714 pro Václava hraběte z Morzinu přestavěny podle plánů připisovaných Janu Blažeji Santinimu-Aichelovi; spolu s protějším Thun-Hohenštejnským (Kolovratským) palácem je Morzinský palác považován za vrcholné Santiniho dílo na poli palácové architektury.
Po vydání tolerančního patentu v roce 1781 byla v paláci první protestantská modlitebna v Čechách, zřízená generálem jízdy Wurmserem. Morzinům patřil palác až do roku 1881, poté přešel na rod Czerninů (větev Czernin–Morzin). Ti ho v roce 1925 prodali Rumunskému království a od té doby sídlí v paláci velvyslanectví Rumunska.

## Architektura
Palác je objekt tvořený šesti křídly, která svírají dva dvory s kašnami. Přední dvůr obklopený hlavní dvoupatrovou budovou obrácenou do Nerudovy ulice a dvěma bočními křídly je uzavřen přízemním zadním křídlem, za nímž další dvě jednopatrová křídla ohraničují zadní dvůr; k němu přiléhá na východní straně zahrada.
Na hlavním průčelí je dobře patrná snaha barokního architekta zachovat souměrnost: vstupní portál vlevo má svůj shodný protějšek vpravo, kde jsou ale místo vrat umístěna okna. V průčelí je balkon, který podpírají heraldické postavy Maurů (znak rodu Morzinů), nad portály jsou umístěna alegorická poprsí Den a Noc a na atice stojí alegorické sochy Čtyř dílů světa. Tuto sochařskou výzdobu realizoval mistr české barokní plastiky Ferdinand Maxmilián Brokoff.
V některých místnostech se dochovaly renesanční stropy, rokoková štuková výzdoba (pravděpodobně od Tommasa Soldatiho), rokoková kamna. Zařízení pokojů je klasicistní.

## Zajímavosti
- Barokní šlechtická kapela: na počátku 18. století v malostranském Morzinském paláci provozoval hrabě Václav z Morzinu soukromou hudební kapelu. Ve službách hraběte zde působila řada vynikajících hudebníků té doby, např. Antonín Reichenauer, Antonín Möser, František Jiránek, Christian Gottlieb Postel, Josef Antonín Sehling, krátce též Johann Friedrich Fasch a další, včetně působení italského maestra di capella Antonia Vivaldiho. Tímto obdobím se podrobně zabývá český muzikolog Václav Kapsa, jenž ve svých publikacích podrobně zmapoval činnost této pražské šlechtické kapely.[7] Na začátku 2. poloviny 18. století tu snad působil i mladý Joseph Haydn, kterého Morzinové zaměstnávali jako kapelníka.
- Podle pověsti sochy Maurů v noci ožívají a procházejí se po Praze.
- Na levé straně fasády je pamětní deska rumunského knížete Michala Chrabrého (1558–1601), původně umístěná ve Sněmovní ulici.[8]

## Galerie

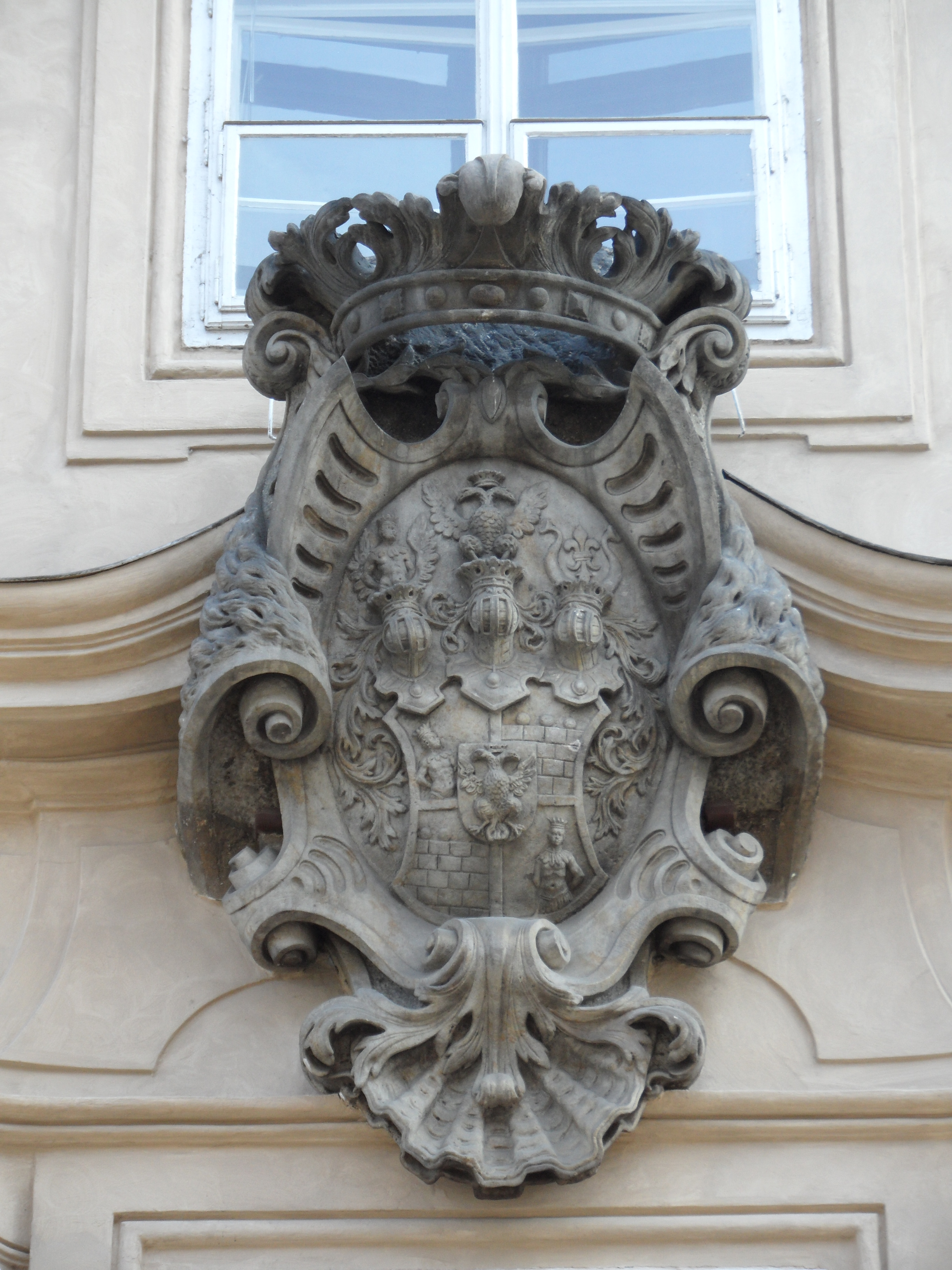
Erb nad vchodem
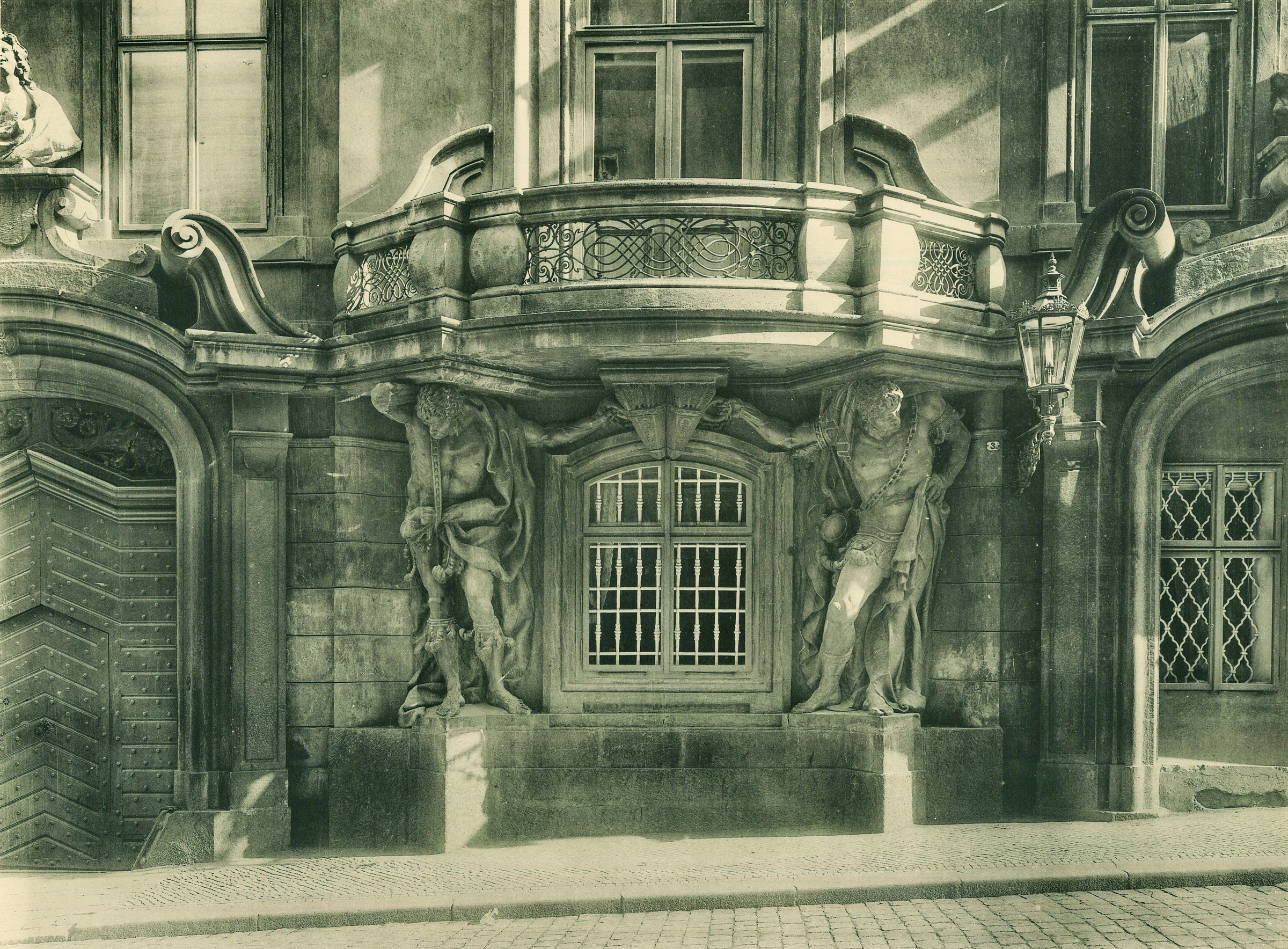
Sochy Maurů nesoucí balkon
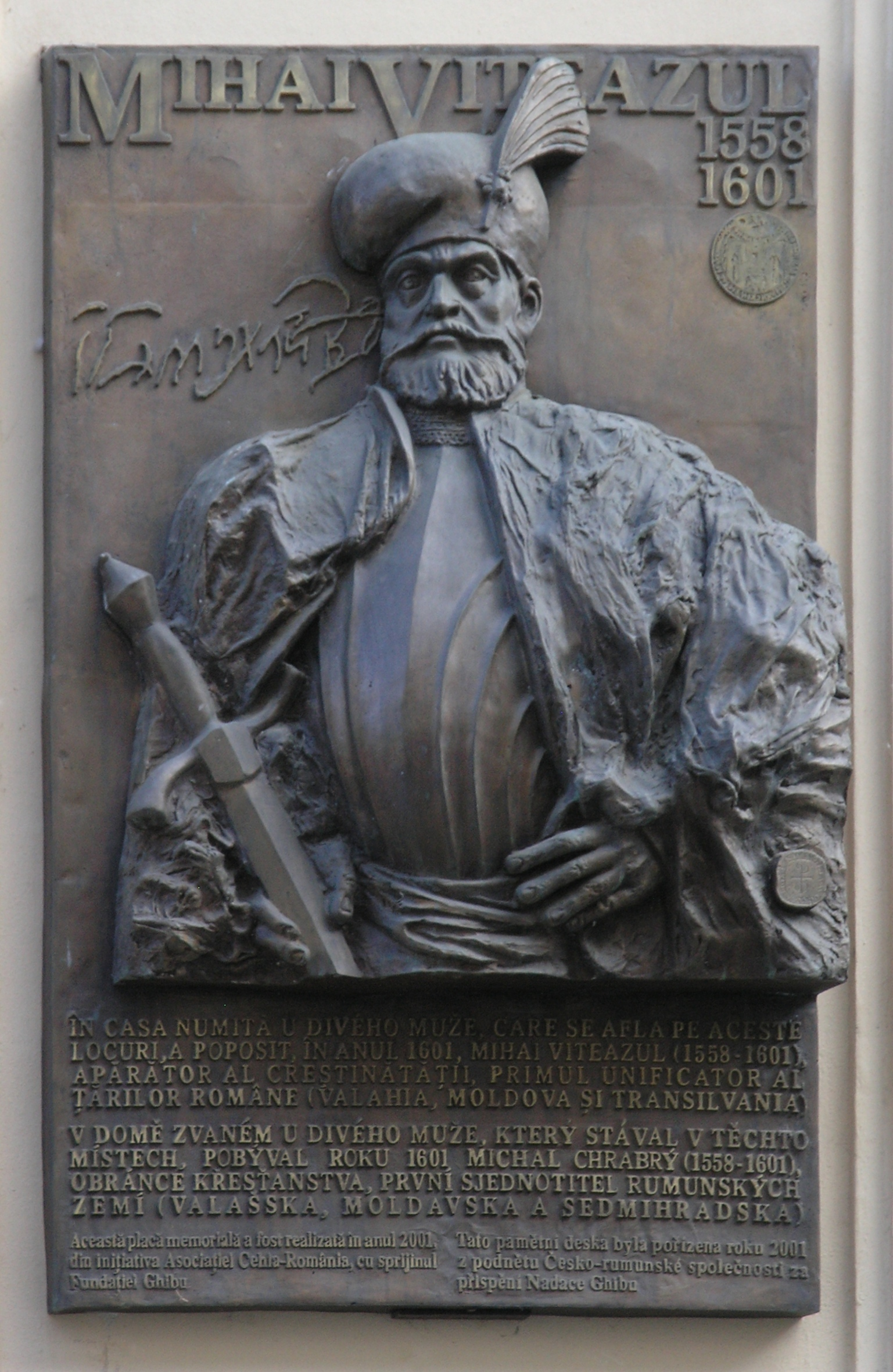
Pamětní deska Michala Chrabrého umístěná na fasádě